# هورستدورف
هورستدورف (به آلمانی: Horstdorf) یک منطقهٔ مسکونی در آلمان است که در ارانینباوم-وورلیتس واقع شده‌است. هورستدورف ۶۰۷ نفر جمعیت دارد.